# 2-methylbut-2-en
2-methylbut-2-en, také nazývaný isoamylen, je uhlovodík patřící mezi alkeny, jeden z izomerů pentenu.
Používá se k zachytávání volných radikálů při výrobě chloroformu (trichlormethanu) a dichlormethanu.